# Полювання (фільм, 2020)
«Полювання» (англ. The Hunt) — американський трилер режисера Крейга Зобела за сценарієм Ніка Кьюза і Деймона Лінделофа, оснований на розповіді Річарда Коннелла «Найнебезпечніша гра». У головних ролях: Бетті Гілпін, Айк Баринхолц, Емма Робертс і Гіларі Свенк. Продюсером фільму став Джейсон Блум зі своєю компанією Blumhouse Productions. Зобел і Лінделоф говорили, що фільм служить сатирою на глибоке політичне розділення між американськими лівими і правими.
Спочатку прем'єра фільму мала відбутися 27 вересня 2019 року. Однак після масових убивств у Дейтоні і Ель-Пасо на початку серпня 2019 року, Universal Pictures вирішила відкласти випуск фільму. Рішення прийняли наступного дня після того, як президент США Дональд Трамп критично висловився про фільм.
З тих пір Universal Pictures перенесла театральний реліз «Полювання» в США на 13 березня 2020 року.

## Сюжет
Фільм є вільною екранізацією оповідання 1924 року «Найнебезпечніша гра» Річарда Коннела і він розповідає про 12 незнайомців, які таємничим чином прокидаються на галявині. Вони не знають, де вони знаходяться і як вони там опинилися. Вони виявляють, що їх обрали для полювання в грі, розробленої групою елітних людей. Мисливці збираються в віддаленому місці під назвою Садиба, але їх спорт зривається, коли одна з переслідуваних, Крістал (Бетті Гілпін), дає відсіч і починає вбивати одного за іншим. 

## В ролях
- Бетті Гілпін — Крістал
- Айк Барінхолц — Мозес «Стейтен-Айленд»
- Емма Робертс — дівчина в легінсах для йоги
- Вейн Дюваль — Дон
- Ітан Саплі — Гері
- Джастін Гартлі — Шейн
- Гіларі Свенк — Афіна Стоун
- Кейт Ноулін — Моллі «Великий Червоний»
- Стерджілл Сімпсон — Містер Вімпер «Vanilla Nice»
- Сільвія Грейс Крім — Dead Sexy
- Крістофер Беррі — «Мета»
- Волкер Бебінгтон — Bandana Man
- Джейсон Кіркпатрік — Ренді
- Гленн Ховертон — Річард
- Тері Вайбл — Ліберті
- Мейкон Блер — посланник
- Емі Медіган — Міранда «Ма»
- Рід Берні — Поп
- Усман Еллі — Криза Майк
- Дж. С. Маккензі — Пол
- Стів Култер — Доктор Тед
- Дін Вест — Мартін
- Стів Мокейт — Сержант Дейл
- Ханна Калуелл — Келлі
- Татасей Янг — Ніколь
- Джим Клок — Капітан О'Хара

## Виробництво

### Розробка
У березні 2018 року Universal Pictures придбала права на фільм за сценарієм Ніка Кьюза і Деймона Лінделофа, режисером якого стане Крейг Зобел. Оригінальною назвою сценарію «Червоний штат проти синього штату», що є відсиланням до червоних штатів і синіх штатів. Пізніше Universal опублікувало заяву, в якій вони заперечували, що це було робочою назвою фільму.
Еліта мисливців називає свою здобич «сумними», що є натяком на фразу, використану Хілларі Клінтон під час президентської виборчої кампанії 2016 року у США для позначення прихильників тодішнього кандидата в президенти Дональда Трампа. У ранній версії сценарію героями фільму були зображені консерватори робітничого класу.

### Кастинг
У березні 2019 року Емма Робертс, Джастін Гартлі, Гленн Ховертон, Айк Барінхолц і Бетті Гілпін отримали ролі у фільмі. У квітні 2019 року Емі Медіган, Джим Клок, Чарлі Слотер, Стів Мокейт і Дін Вест також приєдналися до акторського складу фільму. У липні було оголошено, що Гіларі Свенк отримала роль у фільмі.

### Знімання
Знімання почали 20 лютого 2019 року в Новому Орлеані, а завершили  5 квітня 2019 року.

## Випуск
Випуск фільму був запланований на 27 вересня 2019 року. На деякий час він був перенесений на 18 жовтня, перш ніж повернутися до первісної дати випуску 27 вересня.
7 серпня 2019 року Universal оголосило, що після масових убивств у Дейтоні та Ель-Пасо, вони припинять рекламну кампанію фільму. Через кілька днів фільм був знятий з графіка випуску студії.
У лютому 2020 року випуск фільму був перенесений на 13 березня 2020 року, в п'ятницю 13-го, і при цьому вийшов новий трейлер, частково у відповідь на успіх настільки ж спірного фільму «Джокер». Со-продюсер Джейсон Блум заявив в інтерв'ю: «Жоден кадр не був змінений […] Це точно такий же фільм».

## Реакція
«The Hollywood Reporter» написав, що була пара тестових показів фільму, які отримали «негативні відгуки». Другий показ відбувся 6 серпня 2019 року в Лос-Анджелесі, на якому «глядачі знову висловлювали дискомфорт з приводу політики», чого Universal не передбачила (хоча інші студії спочатку відмовлялися від сценарію саме з цієї причини). У заяві для «Variety», Universal відхилила повідомлення про те, що тестова аудиторія незадоволена політичним ухилом фільму, а також спростувало твердження про те, що у сценарії спочатку була політично вибухова назва. «У той час як деякі видання вказали, що тестові покази „Полювання“ призвели до негативних відгуків; насправді фільм був дуже добре прийнятий і отримав один з найвищих результатів тесту для оригінального фільму Blumhouse», — сказав представник Universal. «Крім того, жоден глядач, який був присутній на тестовому показі, не висловив дискомфорту у зв'язку з якою-небудь політичною дискусією у фільмі. У той час як звіти говорять, що „Полювання“ раніше називалася „Червоний штат проти синього штату“, це ніколи не було робочою назвою для фільму на будь-якому процесі розробки, і вона не з'являлася у будь-яких звітах про стан під цим ім'ям».
Перш ніж відкласти фільм, фільм привернув критику з боку деяких ЗМІ, оскільки він нібито зображував еліту лібералів, які полювали на прихильників Дональда Трампа. 9 серпня 2019 року Трамп опублікував твіт, назвавши «ліберальний Голлівуд» «расистом на вищому рівні», написавши: «Майбутній фільм зроблений для того, щоб розпалити і викликати хаос», додавши: «Вони самі творять насильство, а потім намагаються звинуватити інших». Хоча Трамп не уточнив назву фільму, новинні агентства вважали, що це, найімовірніше, є відсиланням до «Полювання». Деякі коментатори, такі як оглядачі для «The Atlantic» і «National Review», стверджували, що фільм насправді мав правий, антиліберальний тон, який був неправильно витлумачений консервативними критиками фільму.